# Winx Club 3D: Magiczna przygoda (album)
Winx Club 3D: Magiczna przygoda – studyjny album nagrany na potrzeby włoskiego filmu animowanego o czarodziejkach Winx Club. Został wydany na płycie CD dnia 27 października 2010 we Włoszech przez wytwórnię Sony BMG Music Entertainment. Album został wydany i przetłumaczony w takich krajach jak Turcji, USA, Grecji czy nawet na Słowacji. W Polsce nie doczekał się wydania CD.

## Włoski (Oryginalna wersja) –Winx Club 3D: Magica Avventura
1. „Tutta la Magia del Cuore” (Elisa Rosselli) – 2:59
2. „Believix” (Elisa Rosselli) – 3:06
3. „Insopportabile Alchimia” (Elisa Rosselli) – 2:44
4. „Per Sempre” (Elisa Rosselli ft. Ranieri Di Biagio) – 3:24
5. „Due Destini in Volo” (Elisa Rosselli) – 4:13
6. „Fatto Apposta Per Me” (Elisa Rosselli) – 3:22
7. „Supergirl” (Elisa Rosselli) – 3:18
8. „Mentre il Mondo Gira” (Elisa Rosselli) – 3:48
9. „Irraggiungibile” (Elisa Rosselli) – 4:36
10. „Big Boy” (Elisa Rosselli) – 2:54
11. „Ora Sei Libertà” (Elisa Rosselli) – 8:18

## Angielski –Winx Club 3D: Magical Adventure
1. „A Magical World of Wonder” (Elisa Rosselli) – 2:59
2. „Believix (You’re Magical)” (Elisa Rosselli) – 3:06
3. „Good Girls Bad Girls” (Elisa Rosselli) – 2:44
4. „Forever” (Elisa Rosselli ft. Ranieri Di Biagio) – 3:24
5. „Don’t Wake Me Up” (Elisa Rosselli) – 4:13
6. „Famous Girls” (Elisa Rosselli) – 3:22
7. „Supergirls” (Elisa Rosselli) – 3:18
8. „Love Can’t Be Denied” (Elisa Rosselli) – 3:48
9. „Endlessly” (Elisa Rosselli) – 4:36
10. „Big Boy” (Elisa Rosselli) – 2:54
11. „Love is a Miracle” (Elisa Rosselli) – 10:03

## Turecki –Winx Club 3D: Sihirli Macera
1. „Harikalar Diyarı” (Grup Hepsi) – 2:59
2. „Süper Kızlar” (Grup Hepsi) – 3:18
3. „Kır Zincirini” (Ceynur) – 3:27
4. „İyiler, Kötüler” (Aydilge) – 2:49
5. „Cool Çocuk” (Ceynur) – 2:58
6. „Aşk Bir Mucize” (Aydilge) – 3:42
7. „Aşktan Kaçılmaz” (Ceynur) – 3:56
8. „Uyandırma” (Aydilge) – 4:17
9. „Her Zaman” (Ceynur ft. Bahadir Ef) – 3:29

## Data Wydania
| Kraj   | Data                 | Wydawnictwo                  |
| ------ | -------------------- | ---------------------------- |
| Turcja | 18 października 2010 |                              |
| Włochy | 27 października 2010 | Sony BMG Music Entertainment |
| Grecja | 10 października 2011 | Anubis Comics                |